# Маузер, Вильгельм
Вильгельм Ма́узер (нем. Wilhelm Mauser; 2 мая 1834, Оберндорф-ам-Неккар, Королевство Вюртемберг, Германский союз — 13 января 1882, Оберндорф-ам-Неккар, Германская империя) — немецкий конструктор и организатор производства стрелкового оружия.

## Биография
Родился 2 мая 1834 года в городе Оберндорф-на-Неккаре, королевство Вюртемберг в семье Франца Андреаса Маузера, мастера Вюртембергского Королевского оружейного завода в Оберндорф-на-Неккаре.
В 1867 году Вильгельм вместе с братом Петером Паулем приезжают в известный бельгийский город оружейников Эрсталь под Льежем, и два года разрабатывают винтовочный затвор — усовершенствование затвора ранней французской игольчатой винтовки Шасспо.
В 1868 году братья Маузер совместно с американцем Чарльзом Норрисом запатентовали в США казённозарядную винтовку с новой пластинчатой пружиной на рукоятке затвора.
В 1870 году братья Маузер вернулись в Оберндорф-на-Неккаре.
В 1871 году братья Маузер создают однозарядную винтовку под патрон 11x60 мм, продемонстрированную в Прусской Королевской стрелковой школе в Шпандау, и она принимается на вооружение как Gewehr 1871.
В 1871 году Пруссия и Вюртемберг приняли на вооружение однозарядную винтовку Маузера образца 1871 года, и сделали заказ на 100 000 винтовок.
В 1872 году братья Маузер купили у правительства Вюртемберга оружейный завод в Оберндорф-на-Неккаре за 200 000 южногерманских гульденов (иногда именуемых «флоринами»). Была создана компания «Братья Маузер» (Gebrüder Mauser). Вильгельм занимался преимущественно финансовыми и коммерческими вопросами.
Вильгельм Маузер умер в 1882 году, в связи с чем Петер Пауль в 1884 году реорганизовал компанию в акционерное общество Waffenfabrik Mauser AG (акционерное общество Оружейный завод Маузер).